# Винарје (Марибор)
Винарје (словен. Vinarje) је насељено место у општини Марибор, Подравска регија, Словенија.

## Историја
До територијалне реорганизације у Словенији било је у саставу старе општине Марибор.

## Становништво
У попису становништва из 2011. године, Винарје је имало 238 становника.
| Број становника према пописима | Број становника према пописима | Број становника према пописима |
| ------------------------------ | ------------------------------ | ------------------------------ |
| 1991                           | 2002                           | 2011                           |
| 166                            | 192                            | 238                            |